# Egeltje in de mist
Egeltje in de mist (Russisch: Ёжик в тумане, Jozjik v toemane, ook bekend onder Engelstalige titel Hedgehog in the Fog) is een Sovjet/Russische animatiefilm uit 1975, geregisseerd door Joeri Norstein, geproduceerd door de Sojoezmoeltfilmstudio te Moskou. Het Russische scenario is geschreven door Sergej Kozlov, die een gelijknamig boek publiceerde. In 2006 publiceerde Norstein een boek getiteld Egeltje in de mist, waarbij hij - naast Kozlov - zichzelf als auteur opwierp.

## Samenvatting
Het verhaal gaat over een egeltje en zijn vriend het beertje. Elke avond ontmoeten ze elkaar om samen thee te drinken uit de samovar van het beertje, welke wordt verwarmd door jeneverbestakjes. Terwijl ze thee drinken, praten ze over van alles en nog wat en tellen ze de sterren. Op een dag besluit de egel wat frambozenjam mee te nemen. Op weg naar het beertje moet de egel door het bos, waar hij een prachtig wit paard tegenkomt. Het paard staat in een mist die zó dik is dat de egel zijn eigen voorpootje niet eens kan zien. Hij wil heel graag weten of het paard zal verdrinken wanneer hij in de mist in slaap zal vallen. De egel besluit zelf op onderzoek uit te gaan.
Hij komt terecht in een surrealistische wereld met angstaanjagende objecten en dieren (oehoe, nachtvlinders en vleermuis), maar ook welwillende schepsels (de slak, de hond en de onbekende persoon in de rivier); een wereld van stilte en zachte ruis, van duisternis, lang gras en betoverende sterren.
De uil, die de egel al de hele tijd heeft gevolgd, besluit vlak naast hem heel hard ‘oehoe!’ te roepen. De egel reageert door hem mafkees (Russisch: psich) te noemen. Hoewel de egel bang is, blijft hij uit nieuwsgierigheid deze onbekende wereld te verkennen. Hij ontdekt een grote holle boom en raakt plots van slag; hij heeft de frambozenjam ergens verloren! Een grote hond (die de egel doet verstijven van angst) brengt hem zijn jam terug.
Later valt de egel in een rivier en hij is ervan overtuigd dat hij zal verdrinken. Hij wordt echter gered door een ‘onbekende persoon’ (een meerval) in de rivier die de egel woorden influistert.

## Stemacteurs
| Acteur             | Personage |
| ------------------ | --------- |
| Aleksey Batalov    | verteller |
| Maria Vinogradova  | egel      |
| Vyacheslav Nevinny | beer      |

## Betekenis

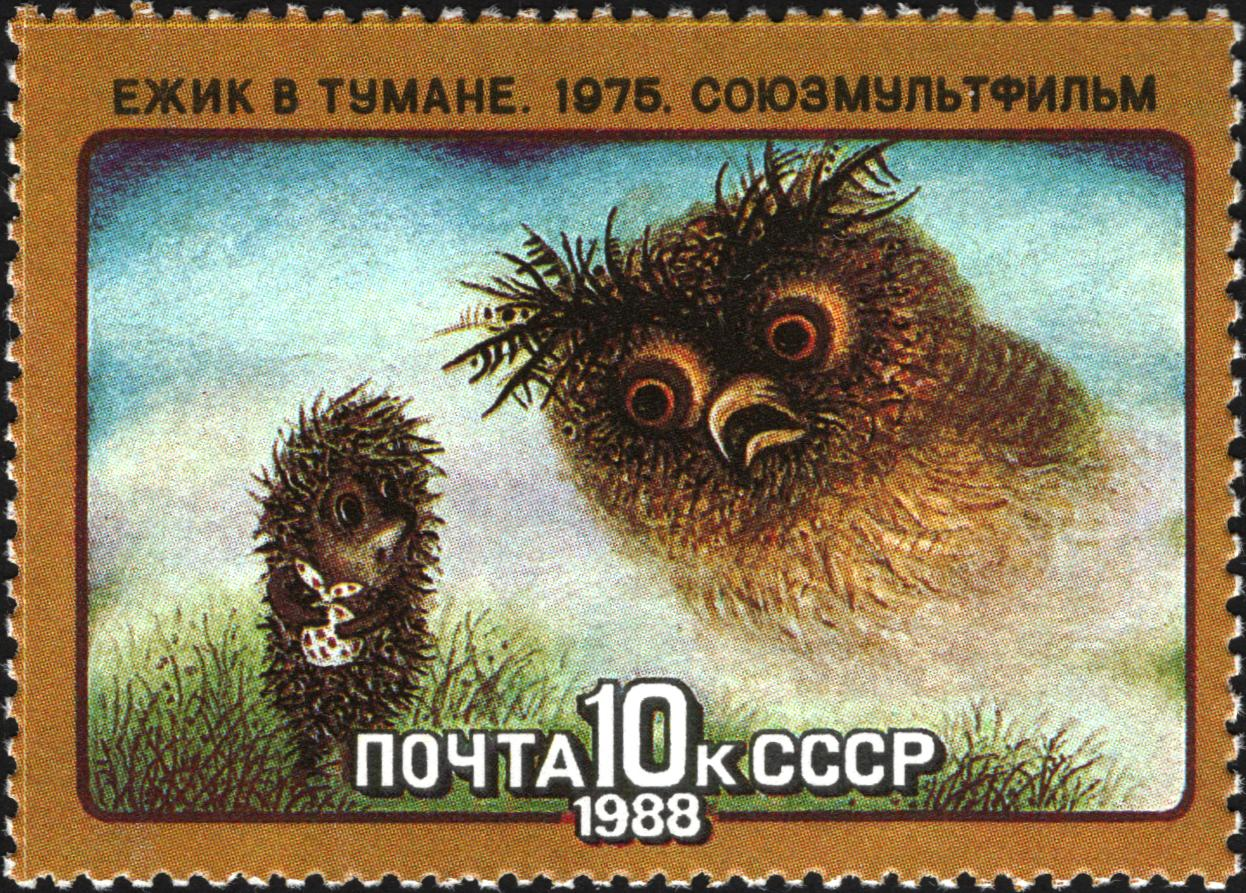
Hedgehog in the Fog op een postzegel uit 1988.

In de film vallen verschillende beeldspraken te ontdekken, welke niet per se overeenkomen met de oorspronkelijke intenties van de maker.
Het vallen in de rivier zou uitgelegd kunnen worden als de doop van de egel.
Staren in de diepe waterput zou kunnen staan voor het ontdekken van de eigen persoon.
De mist kan staan voor de vaagheid en onvoorspelbaarheid van het leven.
De boom kan staan voor zekerheid in het leven.
De dieren die de egel onderweg tegenkomt zouden uitgelegd kunnen worden als aspecten die de eigen persoonlijkheid reflecteren. Hierin staat het witte paard dan voor de essentie van ‘het zijn’, het pure zelfbewustzijn.

## Onderscheidingen
- 1976—Frunze All-Union Film Festival: Hedgehog in the Fog "beste animatiefilm"
- 1976—Tehran Children's and Youth Film Festival: Hedgehog in the Fog "beste animatiefilm"
- 2003—Tokyo All time animation best 150 in Japan and Worldwide: Hedgehog in the Fog "Beste animatiefilm aller tijden"

## Trivia
- Het misteffect in de film is tot stand gekomen door een vloeipapiertje langzaam op en neer te bewegen voor de cameralens (frame na frame) totdat alles achter het vloeitje vaag en wittig werd.[3]
- Hayao Miyazaki beschouwt Joeri Norstein als "een groot kunstenaar"[4] en noemt Hedgehog in the Fog als een van zijn favoriete animatiefilms.

## Erfenis
In het centrum van Kiev, de hoofdstad van Oekraïne, staat sinds januari 2009 een standbeeld van de egel.